# Кукуєць (Келераш)
Кукуєць, Кукуєці (рум. Cucuieți) — село у повіті Келераш в Румунії. Входить до складу комуни Плетерешть.
Село розташоване на відстані 26 км на південний схід від Бухареста, 75 км на захід від Келераші.

## Населення
За даними перепису населення 2002 року у селі проживали 710 осіб, усі — румуни. Усі жителі села рідною мовою назвали румунську.